# Агидел
Агидел (на башкирски: Ағиҙел) е град в автономна република Башкирия, Русия. Населението му към 1 януари 2018 година е 14 959 души.